# 国会議事堂等周辺地域及び外国公館等周辺地域の静穏の保持に関する法律
国会議事堂等周辺地域及び外国公館等周辺地域の静穏の保持に関する法律（こっかいぎじどうとうしゅうへんちいきおよびがいこくこうかんとうしゅうへんちいきのせいおんのほじにかんするほうりつ、昭和63年12月8日法律第90号）は、日本で制定された、国会議事堂周辺などでの拡声器の使用の規制に関する法律である。
主務官庁は国家公安委員会および警察庁警備局公安課だが、適用地域の指定については総務省大臣官房総務課および外務省大臣官房総務課が担当する。他に衆議院事務局警務部、参議院事務局警務部、ならびに警視庁公安部公安総務課と連携して執行にあたる。

## 内容
国会議事堂周辺地域と外国公館等周辺地域と政党事務所周辺地域において、当該地域での静穏を害するような拡声機の使用の制限について規定している。なお外国公館等周辺地域と政党事務所周辺地域については、良好な国際関係の維持又は国会の審議権の確保に資することを目的に、国務大臣（外務大臣又は総務大臣）が地域と期間を定めた上で指定された場合に限っている。
例外規定として以下のケースを規定している。
1. 公職選挙法の定めるところにより、選挙運動又は選挙における政治活動のためにする拡声機の使用
2. 災害、事故等が発生した場合において、人の生命、身体又は財産に対する危害を防止するためにする拡声機の使用
3. 国又は地方公共団体の業務を行うためにする拡声機の使用

警察官は例外規定に該当せずに対象地域で拡声機を使用している者に対して拡声機の使用をやめるべきことその他の当該違反を是正するために必要な措置をとるべきことを命ずることができ、警察官の命令に違反した者は6月以下の懲役又は20万円以下の罰金の刑事罰となる。

## 歴史
東京都千代田区永田町の国会議事堂や、衆参両院議員会館周辺は元来、各種団体が幟や拡声器を手に陳情や座り込みをする、デモ活動の名所であった。
1987年（昭和62年）、右翼標榜暴力団・行動右翼の日本皇民党が後に第74代内閣総理大臣になる竹下登へのほめ殺し発言を大音響を発する街宣車を使って行う『皇民党事件』を起こした。
しかし当時、街宣活動は騒音規制法の対象になっておらず、暴力団対策法もなかったため、皇民党を罪に問うには軽犯罪法を適用するしかなかった。本法律は、この事件をきっかけに与党自民党の有力議員による議員立法で制定された。
なお、本法律案は国会に提出された際、「国会全体ないしは議院の法規・諸規則に関する事項」として議院運営委員会で審議された。
当時、衆議院法制局に所属していた上田章によれば、条文中、「静穏を害するような方法で」の文言は非常に問題になった点であり、これは売春防止法5条「公衆の目に触れるような方法で」や自然公園法24条「利用者に著しく不快の念をおこさせるような方法で」、あるいは道路交通法76条4項「交通の妨害となるような方法で」などの立法例にあるように、結果を伴う必要はないという趣旨になっている表現だとし、本法の場合、音量、音質、継続時間、場所、時間帯等諸々の要素を総合的に判断して、社会通念上受忍できないものを言い、具体的には複合騒音とでも言うべき、街頭宣伝車を連ねるような場合が典型で、したがって、一般的には普通に拡声器を使っていても構わない、と説明した。また取締当局としてはより具体的な基準を作るとしており、立法技術的に最も難しい所であったと説明し、このような治安立法の場合、基本的人権の制約の方向に傾きをかけないと実効性が上がらず、一方で基本的人権の擁護との調和点をどこに求めるかということで非常に苦心したと回顧している。

## ヘイトスピーチ規制とデモ規制の関連
2014年8月、与党に復帰した自由民主党は、いわゆるヘイトスピーチに対する規制法案に加えて、国会議事堂周辺でのデモや大音量の街宣に対する規制も検討している、と新聞各社は報道した。また、中日新聞東京本社（東京新聞）は警察庁警備局に確認した上で、「国会議事堂周辺での静穏保持法に基づく摘発は、年間1件程度との報告がある」と報道した。

東京新聞は、デモ規制については本法律などで対応できるものであり、「新法検討には憲法改正論議や原子力発電所の運転再開問題など最重要施策を巡る安倍政権への批判を封じる目的がある」と批判した。民主党幹事長の大畠章宏は、デモ規制とヘイトスピーチ規制とは違うものであり、行き過ぎたデモ規制は民主主義の基礎を破壊する旨の批判をした。上智大学教授（メディア法）の田島泰彦は、国会周辺での言論の自由の重要性を述べた上で、デモの規制強化は民主主義の在り方にかかわる旨の批判をした。ロイターは、脱原発デモなどを抑制する目的であるとし、与野党からは言論統制との批判がある、と報道した。

2014年9月2日、朝日新聞は第18代総務大臣に内定していた衆議院議員高市早苗の談話として「国会周辺のデモに新しい規制を設けるような法的措置等を講じることは考えていない」「合法的に実施されるデモは国民の権利として認められる。国会議員の業務環境を守ることを考えるために情報共有を目的に議題とした」と報道した。一方、東京新聞は、高市のこの発言を「批判を受けて方針転換した」と書いた。